# Spräcklig myrpitta
Spräcklig myrpitta (Grallaria varia) är en fågel i familjen myrpittor inom ordningen tättingar.

## Utseende och läte
Spräcklig myrpitta är en stor och knubbig medlem av familjen med kort stjärt, långa ben och stora ögon. Fjäderdräkten är kryptiskt tecknad, med brunfläckig kropp, gråfläckig hjässa och ett vitt mustaschstreck. Den vittljudande djupa sången stiger i ljudstyrka mot slutet.

## Utbredning och systematik
Spräcklig myrpitta delas in i fem underarter med följande utbredning:
- Grallaria varia cinereiceps – sydligaste  Venezuela, närliggande nordvästra Brasilien och nordöstra Peru
- Grallaria varia varia – Guyanaregionen och Brasilien norr om Amazonfloden (väster om nedre Rio Napo)
- Grallaria varia distincta – Brasilien söder om Amazonfloden (från Rio Madeira till Rio Tapajós, i söder till Mato Grosso)
- Grallaria varia intercedens – östra Brasilien (från Pernambuco och södra Bahia till sydöstra Minas Gerais)
- Grallaria varia imperator – sydöstra Brasilien (södra Minas Gerais) till östra Paraguay och nordöstra Argentina

## Levnadssätt
Spräcklig myrpitta hittas i fuktiga skogar. Där är den mycket tillbakadragen, promenerande på marken.

## Status och hot
Arten har ett stort utbredningsområde, men tros minska i antal, dock inte tillräckligt kraftigt för att den ska betraktas som hotad. Internationella naturvårdsunionen IUCN listar arten som livskraftig (LC).

## Bilder

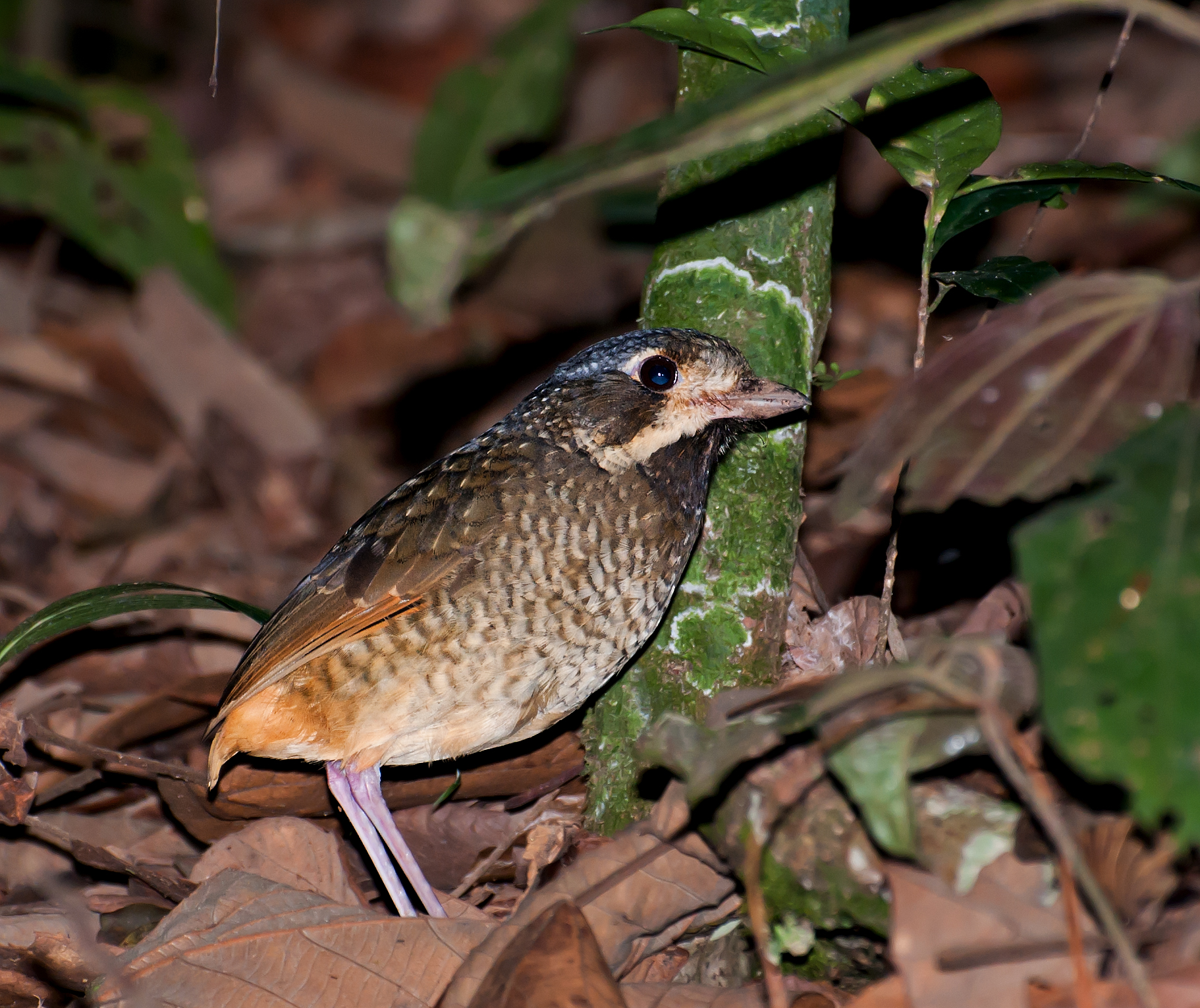
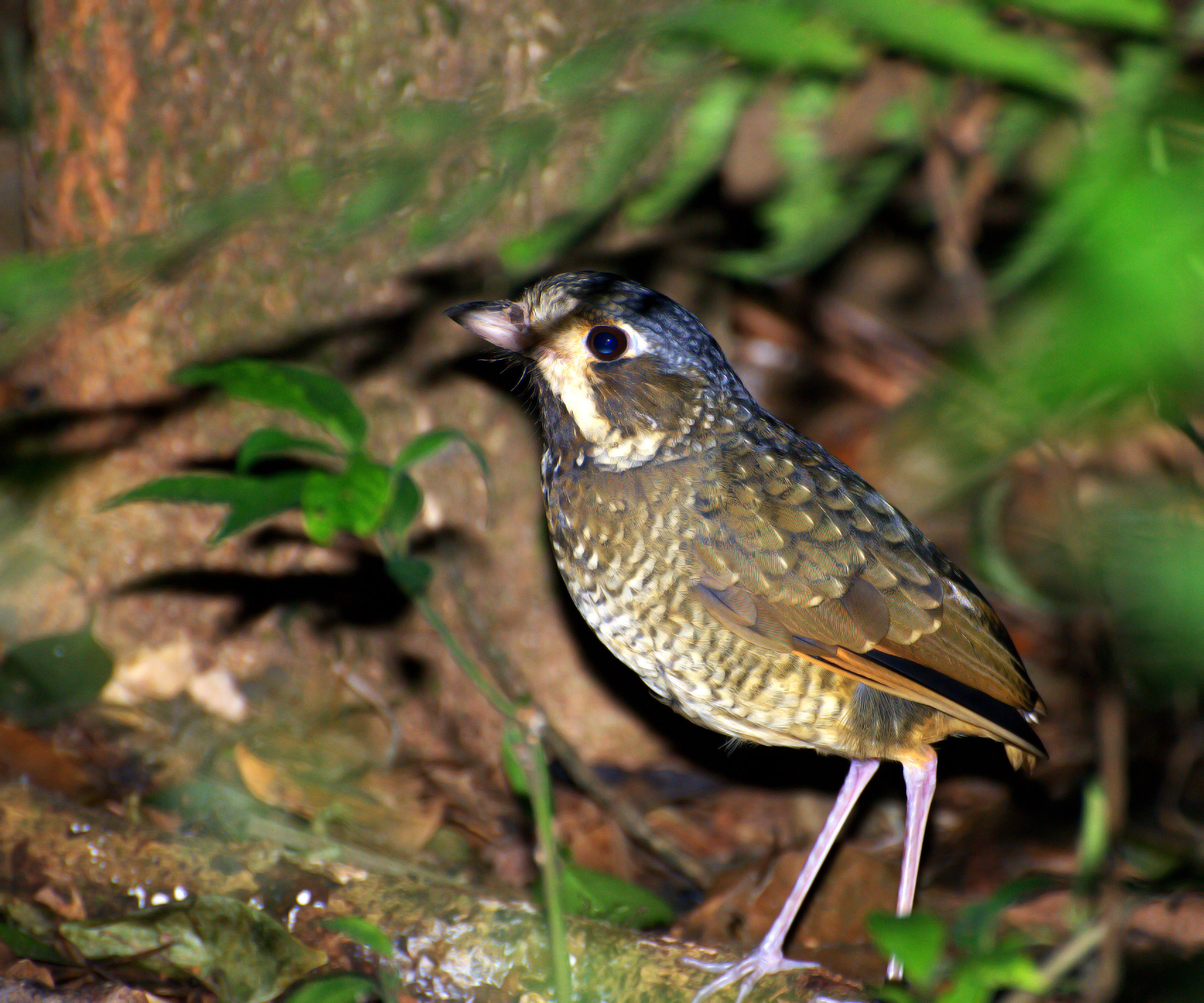
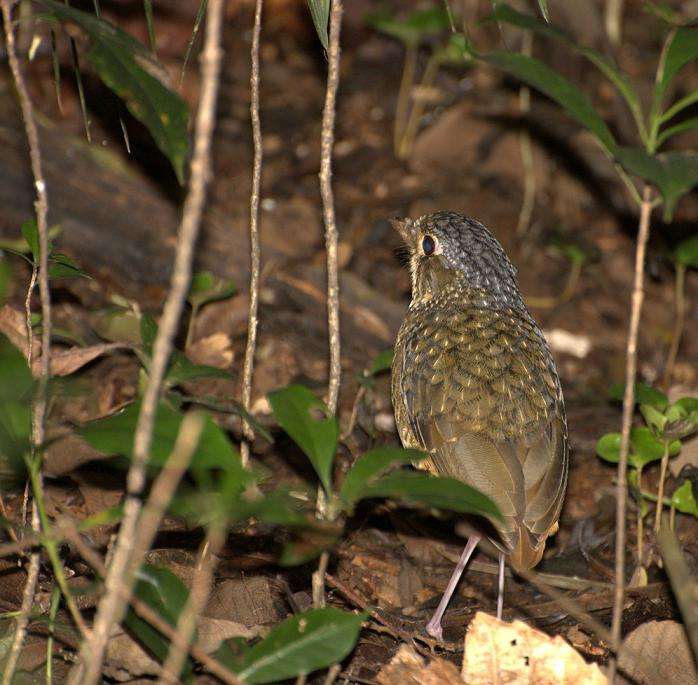